# Усискіно
Уси́скіно (рос. Усыскино, ерз. Усыскино) — село у складі Інсарського району Мордовії, Росія. Входить до складу Нововерхіського сільського поселення.
Населення — 49 осіб (2010; 62 у 2002).
Національний склад станом на 2002 рік:
- росіяни — 92 %